# Fred Pickering
Pour les articles homonymes, voir Pickering (homonymie).
Frederick Pickering, dit Fred Pickering, né le 19 janvier 1941 à Blackburn (Angleterre) et mort le 9 février 2019, est un footballeur anglais qui évoluait au poste d'attaquant à Everton et en équipe d'Angleterre.
Fred Pickering a marqué cinq buts lors de ses trois sélections avec l'équipe d'Angleterre en 1964.

## Carrière
- 1959-1963 : Blackburn Rovers
- 1963-1967 : Everton
- 1967-1969 : Birmingham City
- 1969-1971 : Blackpool
- 1971-1972 : Blackburn Rovers
- 1972 : Brighton and Hove Albion  [2]

## Palmarès

### En équipe nationale
- 3 sélections et 5 buts avec l'équipe d'Angleterre en 1964.

### Avec Blackpool
- Vainqueur de la Coupe anglo-italienne en 1971.